# آلومیندو
آلومیندو (انگلیسی: Alumindo) شرکت فلزات اندونزیایی است، که در سال ۱۹۷۸ تأسیس شد.